# Totterfeld
Totterfeld är ett berg i Österrike.   Det ligger i distriktet Hartberg-Fürstenfeld och förbundslandet Steiermark, i den östra delen av landet, 110 km söder om huvudstaden Wien. Toppen på Totterfeld är 391 meter över havet, eller 22 meter över den omgivande terrängen. Bredden vid basen är 1,7 km.
Terrängen runt Totterfeld är platt åt sydost, men åt nordväst är den kuperad. Närmaste större samhälle är Hartberg, 3,6 km norr om Totterfeld. 
I omgivningarna runt Totterfeld växer i huvudsak blandskog. Runt Totterfeld är det ganska tätbefolkat, med 83 invånare per kvadratkilometer.